# Gambetto Rousseau
Il gambetto Rousseau è un'apertura degli scacchi. È considerata molto dubbia e per questo è caduta in disuso. Le mire del Nero sono quelle di aprire la colonna f per una propria torre, ma l'ottima posizione dell'alfiere bianco rende questa mossa controproducente. La posizione si raggiunge dopo:
1. e4 e5
2. Cf3 Cc6
3. Ac4 f5

e può condurre a due varianti: il gambetto Rousseau accettato dove il Bianco effettua 4.exf5, e il gambetto Rousseau rifiutato dove tale mossa non viene effettuata.

## Analisi
La teoria suggerisce vivamente al Bianco di rifiutare il gambetto, onde accelerare il proprio sviluppo, ad esempio con 4.d3, con l'idea di portare il cavallo in g5. Ciononostante la posizione del Bianco è superiore anche nel caso del gambetto accettato, ma il Bianco deve stare molto più attento ad eventuali tatticismi e trappole del Nero.
Considerata scarsa quest'apertura non viene mai utilizzata a grandi livelli.